# Bowiea volubilis

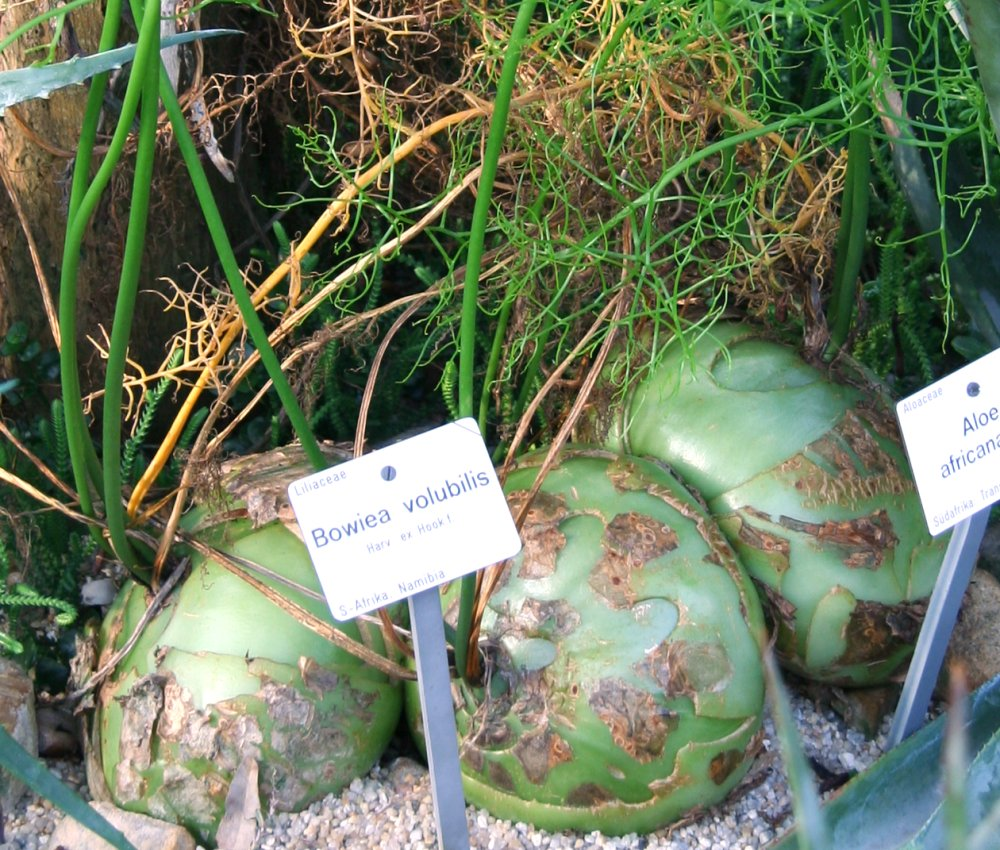
Zwiebeln von Bowiea volubilis

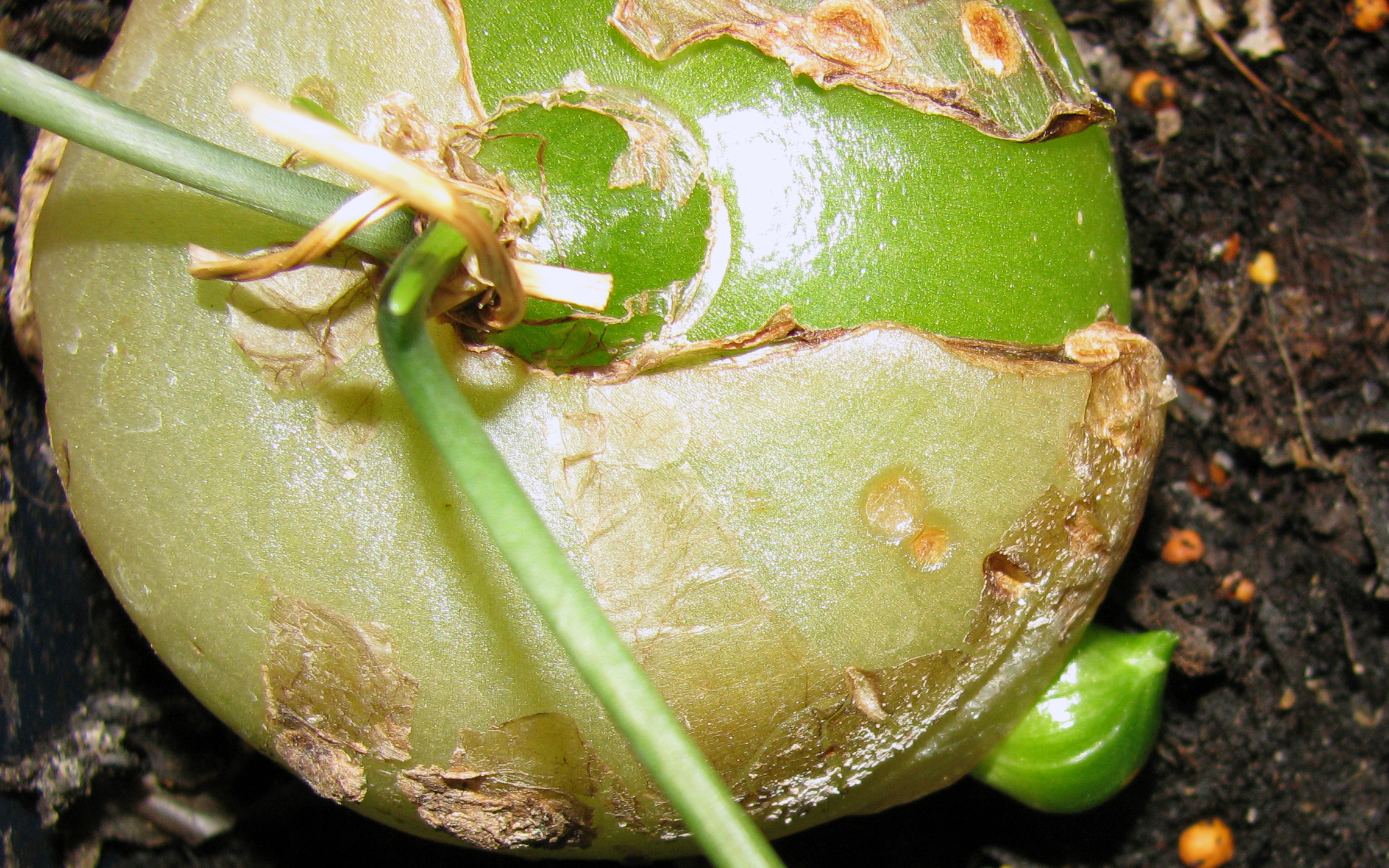
Bowiea mit einer neuen Tochterzwiebel

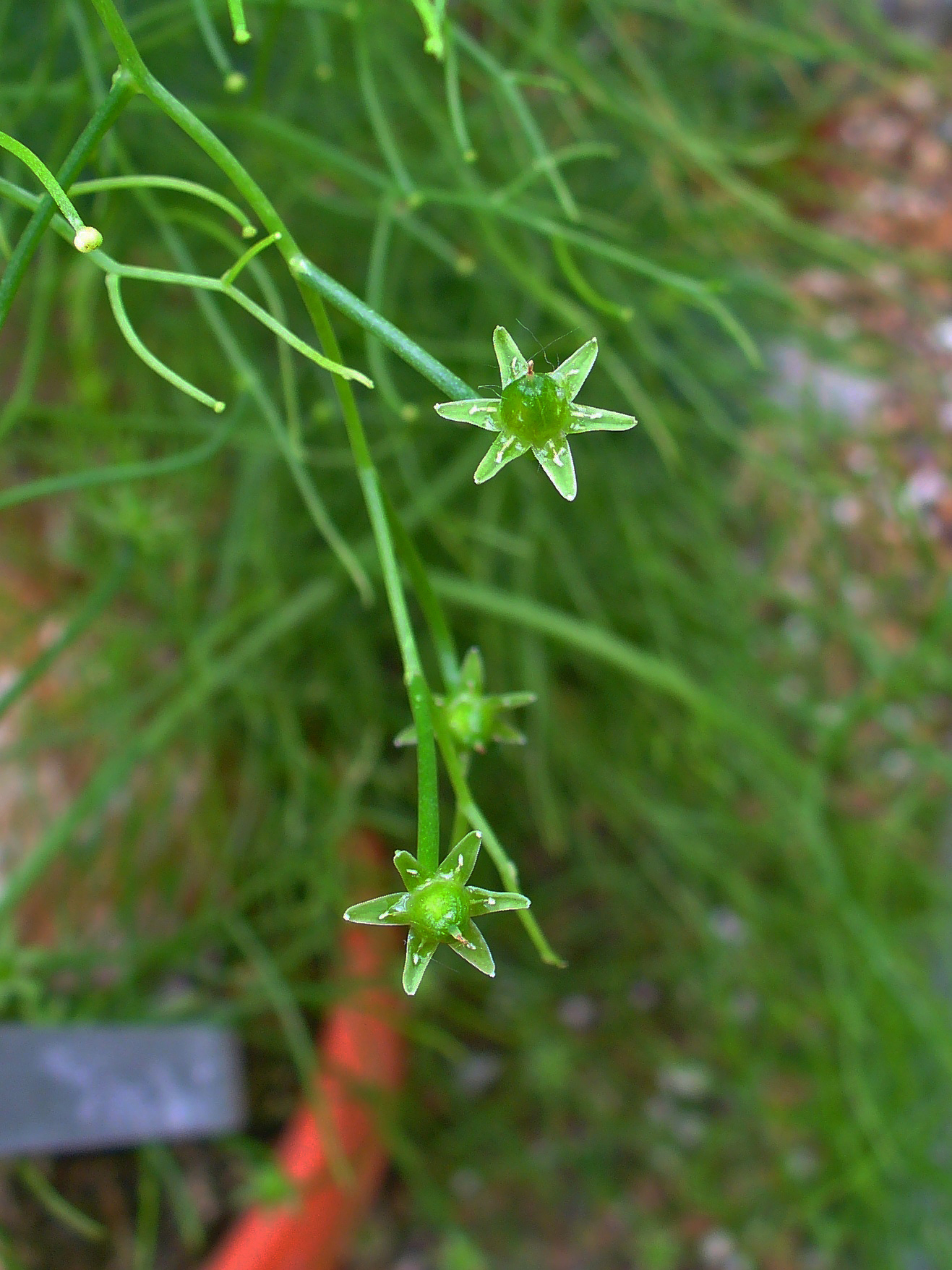
Blüten

Bowiea volubilis, gärtnerisch auch Kletterzwiebel oder Zulukartoffel genannt, ist eine Pflanzenart aus der Unterfamilie der Scilloideae (von einigen Botanikern alternativ, wie vor 2009 allgemein, weiterhin als Familie Hyazinthengewächse, Hyacinthaceae, aufgefasst). Bowiea volubilis ist die einzige Art der monotypischen Gattung Bowiea. Die Gattung wurde zu Ehren des englischen Botanikers James Bowie benannt. Die Pflanze ist giftig, wird aber dennoch für Anwendungen in der Medizin stark besammelt und ist daher gefährdet. Zu den zahlreichen lokalen Namen gehört Nyalakhobvu oder Khobvumutovu in Tshivenda.

## Merkmale
Bei der Art ist eine eigentliche Sprossachse mit Laubblättern weitgehend reduziert, erkennbar ist meist nur der oberirdische Teil der Zwiebel, die aber auch vollkommen unterirdisch sein kann. Was wie der rankende Spross aussieht, ist der Blütenstand.
Die kugelige bis etwas abgeplattete, viele Jahre ausdauernde Zwiebel erreicht bis etwa 15 Zentimeter Durchmesser. Ihre weiß gefärbten, fleischigen Wurzeln erreichen 5 Millimeter Durchmesser. Meist ragt ihr oberer Abschnitt mehr oder weniger weit über die Erdoberfläche und ist grün gefärbt. Die Zwiebel wird gebildet aus den Blattbasen von Niederblättern, diese sind zunächst grün (im Schatten weiß) fleischig und werden im Alter trockenhäutig. Eine Blattspreite wird nur an immaturen (nicht blühenden) Jungpflanzen ausgebildet, diese ist dann fleischig, linear-lanzettlich und rinnig, sie ist sehr kurzlebig. Es ist gewöhnlich immer nur ein Blatt gleichzeitig vorhanden.
Der oberirdische Teil der Pflanze oberhalb der Zwiebel ist der Blütenstand, der bei dieser Art hauptsächlich die Pflanze durch Photosynthese ernährt. Dieser ist jung grün, im Alter oft graugrün gefärbt und weich fleischig sukkulent. Er ist mehrfach stark verzweigt und erreicht etwa zwei bis drei (maximal bis vier) Meter Länge. Er ist in der Regel als Kletterpflanze an anderen Pflanzen emporrankend, kann aber in felsigen Lebensräumen, wenn eine Unterlage fehlt, auch auf der Oberfläche kriechen oder von Felsen herabhängen. Er trägt keine Laubblätter, die Tragblätter der Blüten sind lanzettlich. Die sechszähligen Blüten besitzen 16 bis 24 Millimeter Durchmesser, sie sitzen einzeln an langen, gebogenen Blütenstielen. Sie haben eine einfache, freie Blütenhülle aus grünlich oder gelblich, seltener weiß gefärbten Perigonblättern. Sie sind länglich bis lanzettlich, etwas zugespitzt mit zurückgeschlagenen Rändern. Die sechs Staubblätter sind frei und etwas spreizend. Der konische Fruchtknoten ist halb unterständig, dreikammerig, mit kurzem Griffel, er ist auf der Oberseite drüsig-klebrig. Er entwickelt sich zur Fruchtreife zu einer längs aufreißenden Kapselfrucht. Die kleinen Samen sind schwarz und glänzend.
Die Pflanze überdauert als Zwiebel. Die oberirdischen Blütenstände erscheinen im Frühjahr.
Die Art ist durch den sukkulenten, rankenden Blütenstand unverkennbar. Die ähnliche und nahe verwandte Gattung Schizobasis besitzt stattdessen aufrechte, drahtig-harte Blütenstände.
Die Chromosomenzahl ist 2n = 20.

## Vorkommen
Die Art ist in Südafrika und in Ostafrika, nördlich bis Kenia und Uganda, verbreitet. Sie kommt außerdem vor in Namibia, Mosambik, Sambia, Simbabwe, Angola und Tansania. In Südafrika ist sie flächendeckend in allen neun Provinzen nachgewiesen.
Bowiea volubilis subsp. volubilis wächst in humiden bis semiariden Bergländern und in gut bewässerten Flussauen, bei jährlichen Regenmengen etwa von 200 bis 800 Millimeter, im recht schattigen Unterwuchs subtropischer Wälder, wo sie lokal durchaus häufig sein und hohe Dichten erreichen kann.

## Systematik
Die Art wurde, offenbar unabhängig voneinander, im Jahr 1862 von zwei britischen Pflanzenjägern und -sammlern in Natal, Südafrika gesammelt, einmal von Thomas Cooper (1815–1913) und einmal von Henry Hutton (1825–1896). Basierend auf dem Material von Hutton beschrieb der englische Botaniker Joseph Dalton Hooker die Art nach in den Kew Gardens kultivierten Exemplaren im Jahr 1867 in einer neu aufgestellten, monotypischen Gattung Bowiea neu, wobei er den Namen William Henry Harvey zuschreibt, der ihn in einem unveröffentlichten Manuskript geprägt hatte, das Hooker vorlag. Der Gattungsname ehrt den britischen Botaniker James Bowie. Der Gattungsname Bowiea wurde allerdings zweimal vergeben. 1824 beschrieb der Botaniker Adrian Hardy Haworth eine homonyme Gattung Bowiea für die Art Bowiea africana, heute in die große Gattung der Aloen transferiert und Aloe bowiea benannt (der Name Aloe africana war bereits für eine andere Art vergeben, wodurch bei der Umkombination ein neuer Name geprägt wurde). Bowiea Harv. wurde gegenüber Bowiea Haw. formell festgeschrieben (Nomen conservandum), so dass der Name bei der hier behandelten Art verblieb.
Synonyme sind: Schizobasopsis volubilis (Harv. ex Hook. f.) Macbr., Ophiobostryx volubilis Skeels, Bowiea kilimandscharica Mildbraed). Bowiea kilimandscharica wurde 1936 nach Pflanzen beschrieben, die weitab des damals bekannten Verbreitungsgebiets am Kilimandscharo entdeckt worden waren; weitere fast zeitgleiche Funde stammen aus den Ngong-Bergen in Kenia. Sie wurde nach Neuuntersuchung 1987 synonymisiert.
Die Gattung Bowiea gehört in die Unterfamilie der Urgineoideae, benannt nach den Meerzwiebeln (z. B. Weiße Meerzwiebel, ehemals Gattung Urginea, heute Drimia, der Name von höheren Taxa wird bei solchen Umkombinationen nicht angepasst). Folgt man den Botanikern, die der Einstufung des übergeordneten Taxons als Unterfamilie Scilloideae folgen, wird dieselbe Gruppe einen Rang zurückgestuft und dann als Tribus Urgineeae gefasst. Nach phylogenomischen Analysen ist Bowiea deren basalste Gruppe und Schwestergruppe zu allen anderen zusammengenommen, wobei die Abgrenzung der traditionellen Gattungen als monophyletischen Einheiten schwierig ist. Einige Botaniker haben daraus den radikalen Schluss gezogen, alle anderen Arten der Urgineoideae in einer einzigen Gattung Drimia zu vereinen, die damit allein im südlichen Afrika, der vermuteten Herkunftsregion und dem Mannigfaltigkeitszentrum der Gruppe, über 200 Arten umfassen würde. Andere unterscheiden hier bis zu zwölf eigenständige Gattungen. Über die Stellung von Bowiea selbst als eigene Gattung herrscht dabei aber Einigkeit.

### Unterarten
Man kann zwei Unterarten unterscheiden:
- Bowiea volubilis subsp. gariepensis (van Jaarsv.) Bruyns. Endemisch in Südafrika, an schattigen, südexponierten Felswänden in den ariden Bergländern am Oranje vom Richtersveld-Nationalpark bis zur Region Kakamas. Unterscheidet sich durch immer graugrünen Blütenstand, rein weiße Blüten mit nicht zurückgekrümmten Perianthblättern. Blüht von Mai bis Juli.[5]
- Bowiea volubilis subsp. volubilis: Sie kommt von Uganda bis zum südlichen Afrika vor.[12]

Bowiea volubilis subsp. gariepensis  wurde durch den Geologen und Botaniker Paul Range 1909 nahe Pelladrift am Oranje entdeckt, aber erst 1989 durch den südafrikanischen Botaniker Ernst van Jaarsfeld beschrieben, ursprünglich als eigene Art, so auch in der ebenfalls von Jaarsfeld verfassten Darstellung im Illustrated Handbook of Succulent Plants. Sie wurde 1989 durch Peter V. Bruyns und Canio G. Vosa zur Unterart zurückgestuft, was allgemein akzeptiert worden ist.

## Verwendung
Traditionell ist die Verwendung als Heilmittel in Afrika weit verbreitet und bei verschiedenen Beschwerden eingesetzt. In Limpopo setzen traditionelle Heiler sie unter anderem ein gegen Hautausschlag, Wurmerkrankungen, Entzündungen der Leber, Unterleibsbeschwerden bei Frauen und Neugeborenengelbsucht.
Durch das nicht genau umrissene Anwendungsspektrum kann es zu tödlichen Vergiftungen wegen einer Überdosierung kommen.

## Wirkstoffe
Als Wirkstoffe sind in den Teilen der Pflanze mehrere Bufadienolide enthalten, welche strukturell mit Bovosid A verwandt sind. Die Haupt-Aglyka sind hierbei Bovorubosid, Bovokryptosid und Bovogenin A. Der Gehalt an Bufadienoliden der Zwiebel beträgt etwa 0,4 mg/g.

## Symptomatik
Die Aufnahme einer konzentrierten Abkochung der Zulukartoffel führt rasch zum Tod durch Herzversagen, welcher nach nur wenigen Minuten eintreten kann. Die Symptome umfassen dabei Übelkeit, Erbrechen, erhöhter Speichelfluss, Krämpfe, Magendarmbeschwerden und heftigen Durchfall. Außerdem kommt es zu allgemeiner Erschöpfung und Funktionsstörungen von Atmung und Herz, wie Arrhythmien, Hypertonie, Koma und Herzstillstand. Insgesamt alles Symptome die für Vergiftungen mit Herzglykosiden typisch sind. Ebenfalls beschrieben sind Hautreizungen bei Kontakt mit Pflanzenmaterial.

## Pharmakologie
Die Wirkstoffe sind als äußerst giftiges Herzgift eingestuft (Ia). Besonders toxisch sind dabei die Zwiebel und oberirdische Pflanzenteile. Diese sind in etwa 30-mal giftiger als Digitalis und haben in Afrika zu vielen Todesfällen bei Menschen und Tieren geführt. Allerdings sind Viehvergiftungen selten. Die mittlere letale Dosis (LD50) für die hauptsächlich enthaltenen Bufadienolide bei einer Katze liegt bei 0,11–0,19 mg/kg bei einer intravenösen Applikation. Bei Schafen kann das Fressen von etwa 15 g frischem Zwiebelmaterial den Tod bewirken. Die Bufadienolide hemmen die Na+,K+-ATPase und wirken daher als starke Nerven- und Zellgifte. Diese für den Aufbau von Ionengradienten notwendige membranständige Ionenpumpe ist für die axonale Reizweiterleitung und aktive sekundäre Transportprozesse von essentieller Bedeutung. Wird diese ATPase gehemmt führt dies zu einer Unterbrechung der neuromuskulären Reizleitung und somit zum Herzstillstand. Die Wirkweise entspricht dabei der anderer Herzglykoside. Bovosid A wird ähnlich wie Digitoxin im Körper angereichert.

## Erste Hilfe
Bei einer Aufnahme von Pflanzenmaterial, daraus isolierten Herzglykosiden oder auch der Verletzung durch mit den Wirkstoffen vergifteten Pfeilen sind sofortige Maßnahmen nötig. Nach dem Auslösen von Erbrechen müssen weitere Entgiftungsmaßnahmen erfolgen, wie sie für die Behandlung von Vergiftungen mit Herzglykosiden typisch sind.

## Gefährdung
Die Art wird als traditionelle Heilpflanze stark besammelt und ist dadurch lokal bestandsbedroht. Ein Anzeichen dafür ist auch, dass das Durchschnittsgewicht der auf Märkten angebotenen Zwiebeln in den letzten Jahren stark abgenommen hat. Sie wird in ihrem Verbreitungszentrum in Südafrika als gefährdete (vulnerable) Heilpflanze eingeschätzt. Die in relativ abgelegenen Gebieten in unzugänglichen Habitaten wachsende Unterart gariepensis ist hingegen nicht gefährdet.